# بنجامین کرم
بنجامین کرم (انگلیسی: Benjamin Creme؛ ۵ دسامبر ۱۹۲۲ – ۲۴ اکتبر ۲۰۱۶ (aged 93)) نویسنده، و نقاش اهل بریتانیا بود.